# Chamois Niortais FC
Chamois Niortais Football Club – francuski klub piłkarski z siedzibą w Niort, założony w 1925 r., obecnie występujący w Championnat National.

## Historia
Po I wojnie światowej właściciel fabryki skóry z kozic w Niort (jednej z najstarszych we Francji) – Théophile Boinot utworzył pierwszy klub sportowy w tym mieście o nazwie Amicale Club niortais. Niedługo potem powstała sekcja piłki nożnej nazwana Étoile sportive niortaise. W 1923 r. wielu graczy zostało wcielonych do armii francuskiej i drużyna przestała istnieć. Gdy w 1925 r. spora część dawnych zawodników wróciła do Niortu, syn Théophile'a Boinota – Charles Boinot, założył pierwszy klub piłkarski w mieście, nazywając go Chamois Niortais Football Club, przyjmując kolory: niebieski i biały, jako barwy klubowe. Chamoiserie to francuska nazwa miejsca, w którym wyrabia się kozie skóry zamszowe, dlatego w logo klubu widnieje kozica stojąca na piłce futbolowej.
Do 1985 r. drużyna występowała pomiędzy piątym a trzecim poziomem rozgrywkowym. W sezonie 1984/85, wygrywając dwoją grupę Division 3, po raz pierwszy awansowała do Division 2. Spełniając wymagania licencyjne LNF (organizacji zarządzającej wówczas zawodowymi ligami piłkarskimi we Francji), w 1985 r. Chamois Niortais stał się klubem profesjonalnym. W sezonie 1986/87, wygrywając swoją grupę Division 2, uzyskał historyczny awans do Première Division. W najwyższej klasie rozgrywkowej występował zaledwie jeden sezon (1987/88, mecz inauguracyjny rozegrany 18 lipca 1987), gdy po zajęciu 18. miejsca w końcowej tabeli i przegraniu barażowego dwumeczu z SM Caen (1:1 i 0:3), spadł do Division 2. Czas gry w Division 1 był wielkim wydarzeniem dla mieszkańców Niort. 24 października 1987, podczas wygranego 1:0 meczu przeciwko Olympique Marsylia padł rekord frekwencji miejscowego stadionu – 16 715 widzów, a średnia frekwencja wszystkich ligowych spotkań domowych sezonu 1987/88 wyniosła 10 142 osób. W latach 1988–2009 drużyna występowała na drugim, bądź trzecim szczeblu ligowym. W 2009 r. spadła z Championnat National (III ligi) i sezon 2009/10 spędziła w Championnat National 2 (IV lidze), uzyskując jednak błyskawiczny awans do Championnat National. Po dwóch latach spędzonych na tym szczeblu, od sezonu 2012/13 ponownie występuje w Ligue 2.
Od sezonu 1974/75 domowe mecze Chamois Niortais rozgrywa na stadionie Stade René Gaillard (otwarty 3 sierpnia 1974), mogącym obecnie pomieścić 10 898 widzów.

## Sukcesy
- Division 2 / Ligue 2:
  - Wicemistrzostwo: 1986/87
- Division 3 / Championnat National:
  - Mistrzostwo: 1984/85, 1991/92, 2005/06
  - Wicemistrzostwo: 2011/12
- Puchar Francji:
  - Ćwierćfinalista: 1990/91
- Puchar Ligi Francuskiej:
  - Finalista: 1991
  - Półfinalista: 2000/01

## Obecny skład
Stan na 19 lipca 2021
| Nr | Poz. | Piłkarz                   |
| -- | ---- | ------------------------- |
| 1  | BR   | Mathieu Michel            |
| 3  | OB   | Darlin Yongwa             |
| 5  | OB   | Guy-Marcelin Kilama       |
| 6  | PO   | Dylan Louiserre (kapitan) |
| 8  | PO   | Olivier Kemen             |
| 9  | NA   | Ibrahim Sissoko           |
| 10 | NA   | Bilal Boutobba            |
| 11 | NA   | Pape Ibnou Bâ             |
| 12 | NA   | Joseph Mendes             |
| 15 | OB   | Ibrahima Conté            |
| 16 | BR   | Yanis Maronne             |
| 17 | PO   | Samuel Renel              |
| 18 | OB   | Bradley M’Bondo           |

| Nr | Poz. | Piłkarz           |
| -- | ---- | ----------------- |
| 19 | PO   | Brahima Doukansy  |
| 20 | NA   | Yanis Merdji      |
| 21 | OB   | Lenny Vallier     |
| 22 | PO   | Quentin Bena      |
| 23 | PO   | Tom Lebeau        |
| 24 | PO   | Yacine Bourhane   |
| 26 | PO   | Samy Benchama     |
| 27 | OB   | Bryan Passi       |
| 28 | OB   | Issouf Paro       |
| 29 | OB   | Joris Moutachy    |
| 30 | BR   | Quentin Braat     |
| 37 | PO   | Yassine Benhattab |
| 40 | BR   | Jean Louchet      |

## Reprezentanci w klubie
- Abdelnasser Ouadah
- Romuald Boco
- Laurent D'Jaffo
- Tanguy Barro
- Abdoul-Aziz Nikiema
- Péguy Luyindula
- Patrick Parizon
- Daniel Cousin
- Abédi Pelé
- Ousmane Bangoura
- Mohamed Sylla
- Denis Tsoumou
- Marco Randrianantoanina
- David Coulibaly
- Cheick Oumar Dabo
- Mahamadou Dissa
- Yaya Dissa
- Jacques-Désiré Périatambée
- James Obiorah
- Femi Opabunmi
- Primož Gliha
- Koffi Fiawoo
- Olivier Tébily

## Trenerzy w historii klubu
| - Franchina 1929–? - Luc Pilard 1940–1943 - Ferdinand Faczinek 1943–1948 - Maurice Banide 1948–1949 - René Garnier 1949–1950 - Nicolas Hibst 1950–1953 - Georges Hatz 1953–1955 - Jean Léost 1955–1957 - Norredine Ben Ali 1957–1960 - Henri Burda 1960–1963 - Kazimir Hnatow 1963–1966 - Maurice Cailleton 1966–1967 - Jean-Claude Casties 1967–1969 - Raymond Abad 1969–1971 - Jean-Claude Lavaux 1971–1972 - Robert Charrier i Kazimir Hnatow 1972–1973 | - Robert Charrier 1973–1977 - Jean-Pierre Andres 1977–1978 - Jean-Louis Memeteau 1978–1982 - Gérard Proust 1982–1984 - Patrick Parizon kwiecień 1984 – listopad 1988 - Victor Zvunka listopad 1988–1991 - Robert Buigues 1991 – marzec 1995 - Albert Rust marzec 1995 – październik 1999 - René Cédolin i Pascal Gastien październik 1999 - Ángel Marcos październik 1999 – maj 2001 - Philippe Hinschberger maj 2001–2004 - Vincent Dufour 2004 – styczeń 2005 - Pascal Gastien styczeń 2005–2005 - Philippe Hinschberger 2005 – luty 2007 - Faruk Hadžibegić luty 2007–2007 - Jacky Bonnevay 2007–2008 | - Samuel Michel 2008 - Denis Troch 2008–2009 - Pascal Gastien 2009–2014 - Régis Brouard 2014–2016 - Denis Renaud 2016–2018 - Patrice Lair 2018 - Jean-Philippe Faure 2018–2019 - Pascal Plancque 2019–2020 - Jean-Philippe Faure 2020 - Franck Passi 2020 - Sébastien Desabre 2020– |